# Mussismilia leptophylla
Mussismilia leptophylla is een rifkoralensoort uit de familie Mussidae. De wetenschappelijke naam van de soort is voor het eerst geldig gepubliceerd in 1868 door Addison Emery Verrill. De soort komt voor bij Brazilië en staat op de Rode Lijst van de IUCN geklasseerd als 'onzeker'.